# Oriolus decipiens
La oropéndola de las Tanimbar (Oriolus decipiens) es una especie de ave paseriforme de la familia Oriolidae endémica de las islas Tanimbar, de Indonesia. Anteriormente se consideraba subespecie de la oropéndola de Buru (Oriolus bouroensis).

## Distribución y hábitat
Se encuentra únicamente en las islas Tanimbar, perteneciente a la provincia indonesia de Molucas. Su hábitat natural son las selvas tropicales húmedas y los manglares.